# Ортогональность
Ортогона́льность (от греч. ὀρθογώνιος — прямоугольный) — свойство, обобщающее понятие перпендикулярности на произвольные линейные пространства с введённым скалярным произведением: если скалярное произведение двух элементов пространства равно нулю, то они называются ортогональными друг другу. Термин впервые использовался у Евклида.
Важной особенностью понятия является его привязка к конкретному используемому скалярному произведению:
при смене произведения ортогональные элементы могут стать неортогональными, и наоборот.
Два линейных пространства ортогональны, если каждый элемент одного из них ортогонален любому элементу из другого. Это определение позволяет говорить о перепендикулярности двух прямых или прямой и плоскости в трёхмерном пространстве как об ортогональности (но не перпендикулярности двух плоскостей).
Ортогональная система — множество элементов, попарно ортогональных друг другу; каждую ортогональную систему можно преобразовать в ортонормированную — в которой каждый элемент приведён к единичной норме (во всех пространствах со скалярным произведением можно ввести норму). Ортогональная (ортономированная) система со свойством полноты образует ортогональный (ортонормированный) базис. Ортогональная матрица — матрица, столбцы которой образуют ортогональный базис.
Ортогональное преобразование — линейное преобразование, сохраняющее скалярное произведение; ортогональные преобразования заданного векторного пространства образуют ортогональную группу.